# Ponte di San Pietro (Lubiana)
Il ponte di San Pietro (in sloveno Šempetrski most o Šentpetrski most, ma anche Šent Peterski most  o Šentpeterski most o Ambrožev most ) è un ponte di Lubiana, la capitale della Slovenia ed attraversa il fiume Ljubljanica, prende il nome dalla vicina chiesa di San Pietro.

## Storia
Inizialmente il ponte era una passerella in legno e di proprietà dell'arcidiocesi di Lubiana. Successivamente nel 1776 un ponte in legno sostituì la passerella. Nel 1835 venne di nuovo sostituito da un nuovo ponte, anche se in realtà il ponte era diviso in due parti. In una parte infatti vi transitavano i pedoni e nell'altra i mezzi di trasporto. La costruzione dell'attuale ponte in ferro e cemento iniziò agli inizi del XX secolo, terminando solamente nel 1918 a causa della prima guerra mondiale, il ponte di legno sostituito venne riutilizzato nel quartiere di Prule.

## Descrizione
Il ponte è situato nella zona nord-orientale della città collega via Rozman (Rozmanova ulica), si trova tra piazza Vraz (Vrazov trg), piazza Ambrož (Ambrožev trg), il lungofiume Petkovšek (Petkovškovo nabrežje) e il lungofiume Poljane (Poljanski nasip). Arrivando dal ponte dei Draghi si trova successivamente al ponte del Grano.

## Galleria d'immagini

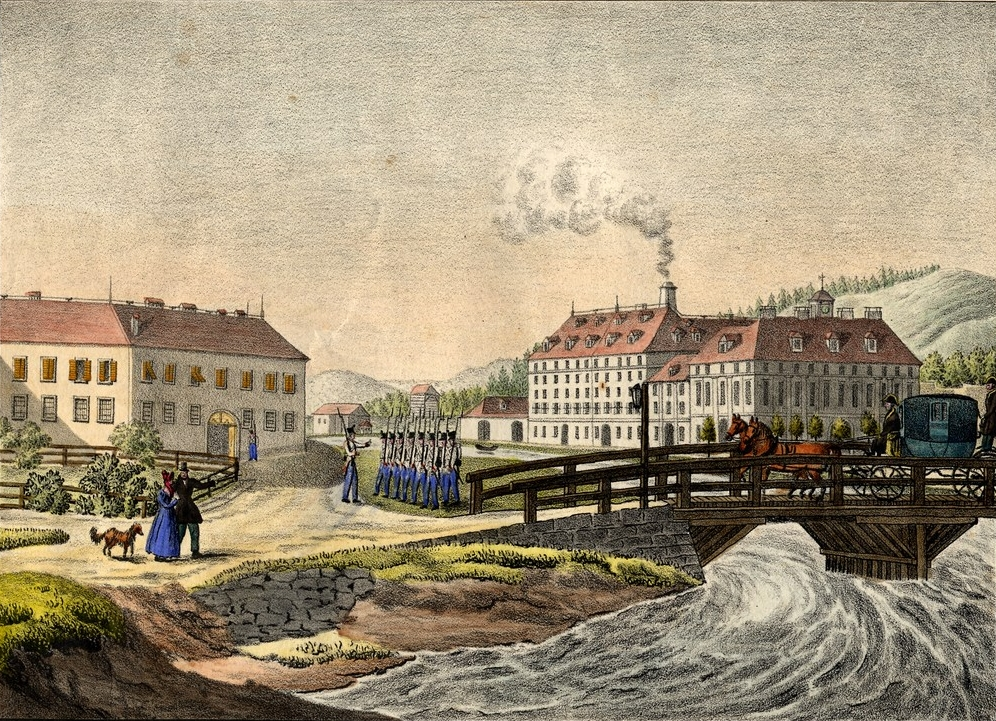
Ponte di San Pietro a metà del XIX secolo
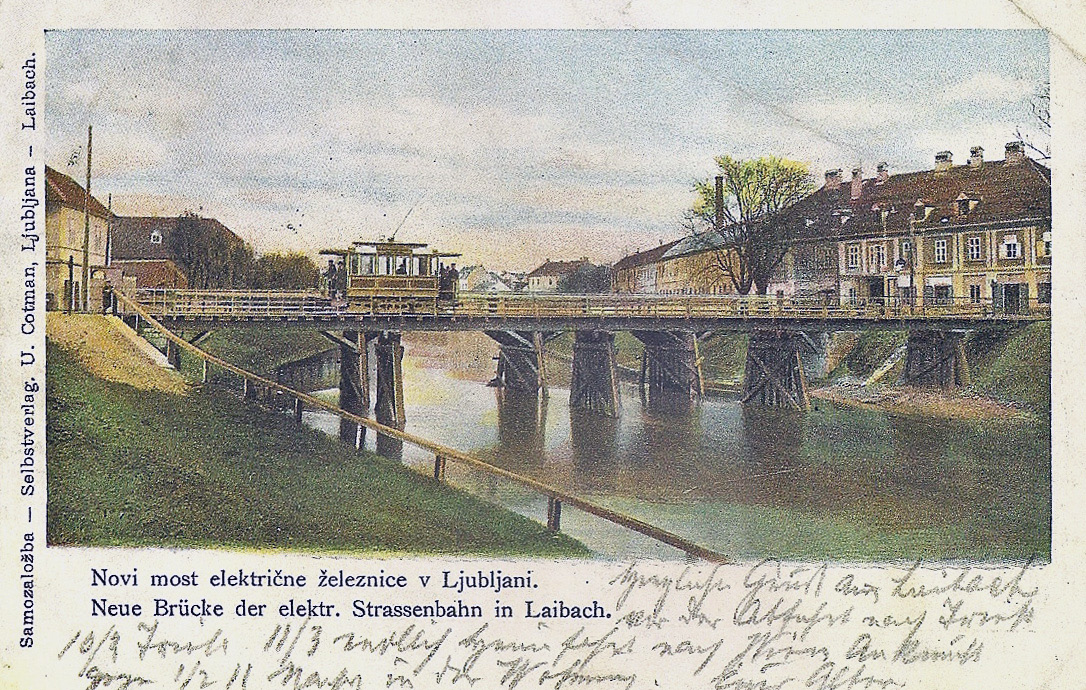
Una cartolina degli inizi del XX secolo del Ponte di San Pietro con il tram di Lubiana